# رتش (باقران)
رتش (بالفارسية: رچ) هي مستوطنة تقع في إيران في قسم باقران الريفي. يقدر عدد سكانها بـ 44 نسمة بحسب إحصاء 2016.